# Didier Mollard
Didier Mollard (* 4. Dezember 1969 in Chambéry) ist ein ehemaliger französischer Skispringer.

## Werdegang
Am 22. Dezember 1985 gab Mollard sein Debüt im Skisprung-Weltcup. Dabei konnte er von der Normalschanze in seiner Heimat mit Platz 11 auch bereits seine ersten Weltcup-Punkte gewinnen. Am 19. Januar 1986 sprang er in Oberwiesenthal erstmals unter die besten zehn und wurde am Ende Vierter. Bei der Nordischen Skiweltmeisterschaft 1987 in Oberstdorf sprang er auf den 51. Platz von der Normal- und auf den 46. Platz von der Großschanze. Im ersten Springen nach der Weltmeisterschaft am 4. März 1987 in Örnsköldsvik konnte er mit Platz 3 erstmals in seiner Karriere aufs Podest springen. In den Folgejahren konnte er diese Platzierung noch drei weitere Male erreichen.
Mollard gehörte zum Aufgebot für die Olympischen Winterspiele 1988 im kanadischen Calgary. Dabei konnte er von der Normalschanze punktgleich mit dem Polen Jan Kowal den 34. Platz erreichen. Von der Großschanze lag er am Ende punktgleich mit dem Deutschen Peter Rohwein auf dem 25. Platz. Bei der Skiflug-Weltmeisterschaft 1990 in Vikersund flog Mollard auf den 34. Platz.
Trotz eher wechselnder Leistungen im Weltcup, gehörte Mollard bei den Olympischen Winterspielen 1992 erneut zum französischen Aufgebot. Von der Normalschanze sprang Mollard dabei auf den 8. und von der Großschanze auf den 40. Platz. Im Teamspringen erreichte er gemeinsam mit Jérôme Gay, Nicolas Jean-Prost und Steve Delaup den 10. Platz. Am 31. Januar 1993 konnte er beim Skifliegen am Kulm mit dem 2. Platz die höchste Einzelplatzierung seiner Karriere erreichen und stand zudem das einzige Mal bei einem Skifliegen auf dem Podium. Am Ende der Saison belegte er durch diese Leistung auch den 2. Platz in der Skiflug-Weltcup-Gesamtwertung. Kurz darauf konnte er bei der Nordischen Skiweltmeisterschaft 1993 in Falun von der Normal- und der Großschanze auf den 21. Platz springen und wurde mit der Mannschaft am Ende Vierter. Am 14. März 1993 konnte er dann in Oslo auch in einem Weltcup-Springen von der Großschanze den 2. Platz und damit seine beste Platzierung erreichen. Sein siebter Platz in der Weltcup-Gesamtwertung für die Saison 1992/93 ist bis heute der beste eines französischen Athleten.
Im Februar 1994 gehörte Mollard zum dritten Mal in Folge zum Aufgebot für die Olympischen Winterspiele. In Lillehammer sprang er von der Normalschanze auf den 17. und von der Großschanze auf den 10. Platz. Im Teamspringen erreichte er mit der Mannschaft den 6. Platz. In den weiteren Jahren konnte er sich im Weltcup zwar regelmäßig unter den besten zehn platzieren, konnte aber keine Konstanz erzeugen. Nach der Saison 1996/97 beendete er seine Weltcup-Karriere, bevor er nach einem weiteren Jahr im Continental Cup seine aktive Skisprungkarriere beendete.
Mollard zählt mit drei Olympiateilnahmen und insgesamt sechs Podiumsplatzierungen zu den erfolgreichsten französischen Skispringern.

## Erfolge

### Continental-Cup-Siege im Einzel
| Nr. | Datum         | Ort   | Typ           |
| --- | ------------- | ----- | ------------- |
| 1.  | 9. März 1996  | Beuil | Normalschanze |
| 2.  | 10. März 1996 | Beuil | Normalschanze |

## Statistik

### Weltcup-Platzierungen
| Saison  | Platz | Punkte |
| ------- | ----- | ------ |
| 1985/86 | 030.  | 023    |
| 1986/87 | 039.  | 015    |
| 1987/88 | 040.  | 020    |
| 1988/89 | 064.  | 002    |
| 1989/90 | 035.  | 022    |
| 1991/92 | 033.  | 022    |
| 1992/93 | 007.  | 114    |
| 1993/94 | 022.  | 178    |
| 1994/95 | 028.  | 129    |
| 1995/96 | 042.  | 105    |
| 1995/96 | 039.  | 102    |

### Grand-Prix-Platzierungen
| Saison | Platz | Punkte |
| ------ | ----- | ------ |
| 1994   | 30.   | 447,2  |
| 1995   | 39.   | 421,0  |
| 1996   | 36.   | 020    |

### Continental-Cup-Platzierungen
| Saison  | Platz | Punkte |
| ------- | ----- | ------ |
| 1986/87 | 125.  | 001    |
| 1987/88 | 094.  | 009    |
| 1990/91 | 015.  | 043    |
| 1991/92 | 011.  | 063    |
| 1994/95 | 119.  | 060    |
| 1995/96 | 017.  | 381    |
| 1996/97 | 151.  | 045    |
| 1997/98 | 170.  | 042    |